# Only Crime
Only Crime est un groupe de hardcore mélodique américain. Il est formé par Russ Rankin, chanteur de Good Riddance, et le guitariste Aaron Dalbec du groupe Bane en 2003.

## Biographie

### Débuts
En 2002, Russ Rankin se retrouve dans une situation délicate dans son autre groupe, Good Riddance. Le groupe ne joue pas fréquemment, et Rankin voulait tourner plus. Il décide alors de former un autre groupe plus actif et de poursuivre son mode de vie sans alcool, ni drogue. En tournée avec Good Riddance, Russ se lie d'amitié avec Aaron Dalbec du groupe Bane. Russ lui demande de jouer de la guitare dans son nouveau groupe, et Aaron accepte. Zach Blair et son frère Doni Blair se joignent à eux, leur groupe Hagfish étant moins actif qu'ils le souhaitaient.
Alors que Russ enregistre au Blasting Room avec Good Riddance, il demande au producteur Bill Stevenson (batteur de Black Flag, Descendents, et ALL) de jouer de la batterie dans son nouveau groupe. Le groupe enregistre une démo cinq titres en 2003, qu'il envoie à quelques labels. En février 2004, le groupe travaille sur de nouvelles chansons et des démos qu'il envoie aux labels. Ils jouent leur premier concert le 15 février 2004 au Starlight de Ft. Collins, CO. Ils signent avec Fat Wreck Chords en avril 2004. Ils jouent aussi en concert avec les Dropkick Murphys en avril et mai, et à quelques dates du Vans Warped Tour en été. Leur premier album, To the Nines, est publié en juillet 2004.

### Virulence
Le 23 janvier 2007, Only Crime publie son deuxième album, Virulence, chez Fat Wreck Chords, suivi par un split EP avec le groupe Outbreak, publié le 26 juin 2007 on Think Fast! Records.
En février 2007, Zach Blair se joint à Rise Against. Peu après, ils annoncent son départ d'Only Crime, et est remplacé par le guitariste Matt Hoffman (Modern Life Is War). Le bassiste Doni Blair joue son dernier concert avec le groupe le 15 août 2007 à Kansas City, avant de partir pour s'occuper de sa famille et de ses propres projets. Il est temporairement remplacé par Zack Busby (Burden Brothers), puis définitivement par Dan Kelly (The Frisk).

### Pursuance
Le groupe enregistre un troisième album en 2009, mais l'activité du groupe est en suspens, Stevenson étant tombé malade. En mars 2014, l'album est annoncé. Intitulé Pursuance, il est publié par Rise Records le 13 mai 2014.

## Membres
- Russ Rankin - chant (Good Riddance)
- Aaron Dalbec - guitare (Velocity Engine, Bane, Converge)
- Zach Blair - guitare (Hagfish, Gwar)
- Donivan Blair - basse (Hagfish, Armstrong)
- Bill Stevenson - batterie (Descendents, ALL, Black Flag)

## Discographie
- 2004 : To the Nines (Fat Wreck Chords)
- 2007 : Virulence (Fat Wreck Chords)
- 2014 : Pursuance (Rise Records)